# Eelco Heinen
Eelco Heinen (ur. 27 kwietnia 1981 w Laren) – holenderski polityk, poseł do Tweede Kamer, od 2024 minister finansów.

## Życiorys
W 2002 ukończył studia licencjackie z informatyki w Hogeschool van Amsterdam. Kształcił się następnie na Uniwersytecie Amsterdamskim, gdzie uzyskiwał magisterium z makroekonomii i nauk politycznych. Do 2011 pracował jako urzędnik w ministerstwie finansów. Wstąpił do Partii Ludowej na rzecz Wolności i Demokracji, był zatrudniony we frakcji VVD jako doradca do spraw polityki finansowej (2011–2014) oraz sekretarz polityczny (2014–2021). W 2021 po raz pierwszy uzyskał mandat posła do niższej izby holenderskiego parlamentu. Z powodzeniem ubiegał się o reelekcję w wyborach w 2023.
W lipcu 2024 objął urząd ministra finansów w nowo powołanym rządzie Dicka Schoofa.

## Życie prywatne
Żonaty z Hiszpanką, ma dwoje dzieci.